# Sekret (Lied)
Sekret (albanisch für „Geheimnis“) ist das Siegerlied des 60. Festivali i Këngës. Der Titel wurde von der albanische Sängerin Ronela Hajati komponiert und interpretiert. Mit dem Lied vertrat Hajati Albanien beim Eurovision Song Contest 2022 in Turin.

## Festivali i Këngës und Hintergründe
Im November 2021 gab der Fernsehsender Radio Televizioni Shqiptar bekannt, dass Hajati am kommenden Festivali i Këngës teilnehmen werde. Am 3. Dezember wurde ihr Titel Sekret mitsamt der anderen Wettbewerbstitel veröffentlicht. Eine erste Demoversion sei ursprünglich auf Englisch aufgenommen worden.
Sekret wurde von Hajati selbst komponiert und getextet. Die Produktion der Originalversion erfolgte durch Marko Polo.
Am 27. Dezember trat Hajati in der ersten Liveshow des 60. Festivali i Këngës als 17. von 20 Teilnehmern auf. Einen Tag später, am zweiten Abend, präsentierte sie den Titel erneut, diesmal im Duett mit Sabri Fejzullahu. Das Finale des Festivals fand am 29. Dezember statt. Dieses gewann Hajati vor Alban Ramosaj, Eldis Arrnjeti und Rezarta Smaja.

## Inhaltliches
Die Sängerin erklärte zum Titel, dass jeder seine Geheimnisse habe. In ihrem Lied gehe es vor allem um die Geheimnisse der Liebe, von denen sie ihrem Partner erzählen wolle. Das Lied beginnt mit Klavier- und leichter Streicherbegleitung. Die Sängerin fragt im Intro eine Person, ob diese sich an ihre Nächte erinnere und dass diese ein Geheimnis bleiben sollen. Die beiden ersten Zeilen werden vom Chor wiederholt, vergleichbar mit Call and Response. Die Up-tempo-Nummer, die sich nachfolgend aufbaut, enthält unter anderem ethnische Elemente, wie etwa die Gajda.
Die für den Eurovision Song Contest gekürzte Version setzt dagegen unmittelbar mit dem Chor ein und verzichtet auf das Klavier-Intro. Die nachfolgende Zeile „Ej, ej, ej“ wurde mit dem Ausspruch „Hajde çohu“ ersetzt. Die erste Strophe und der Refrain sind bis auf wenige Worte komplett auf Englisch, die zweite Strophe und die Bridge komplett auf Albanisch. Außerdem enthält die neue Version einige Wörter auf Spanisch. Die ursprüngliche Fassung wurde komplett auf Albanisch gesungen.

## Veröffentlichung
Der Titel wurde am 3. Dezember im Rahmen des Festivali i Këngës vorgestellt. Bereits einen Tag zuvor erschien Sekret als Musikstream.
Die für den Eurovision Song Contest gekürzte und überarbeitete Version erschien am 4. März 2022. Das zugehörige Musikvideo wurde innerhalb von fünf Tagen in Albanien gedreht. Es entstand unter der Leitung von Ledion Liço.

## Rezeption
Erste Reaktionen aus dem Inland zum Sieg beim Festival waren eher negativ. Teilnehmer Stefi Prifti kritisierte in ironischer Weise die Jury und den Text des Liedes. Die Gewinnerin von 2013, Herciana Matmuja, sagte, dass sich ihr die Bedeutung des Liedes nicht erschließe, und meinte, dass Hajati bessere Titel gesungen habe. Anxhela Peristeri, welche das Festival im Jahr zuvor gewonnen hatte, stellte sich hinter Hajati und sprach von einem „verdienten Sieg“.

## Beim Eurovision Song Contest
Albanien wurde ein Platz in der ersten Hälfte des ersten Halbfinale des Eurovision Song Contest 2022 zugelost, das am 10. Mai stattfand. Am 29. März wurde verkündet, dass Albanien die Show als erster Teilnehmer eröffnen werde. Das Land konnte sich jedoch nicht für das Finale qualifizieren und schied somit frühzeitig aus dem Wettbewerb aus.